# Беринг (Вашингтон)
Беринг (енгл. Baring) насељено је место без административног статуса у америчкој савезној држави Вашингтон.

## Демографија
По попису из 2010. године број становника је 220, што је 13 (-5,6%) становника мање него 2000. године.
| Група             | 2000.       | 2010.       |
| Белци             | 208 (89,3%) | 197 (89,5%) |
| Афроамериканци    | 0 (0,0%)    | 0 (0,0%)    |
| Азијати           | 2 (0,9%)    | 6 (2,7%)    |
| Хиспаноамериканци | 5 (2,1%)    | 10 (4,5%)   |
| Укупно            | 233         | 220         |